# Municipio de Atlangatepec
El municipio de Atlangatepec es uno de los 60 municipios que constituyen el estado mexicano de Tlaxcala. Se encuentra localizado al norte del estado y aproximadamente 25 kilómetros al norte de la ciudad de Tlaxcala de Xicohténcatl. Cuenta con una extensión territorial de 124,067 km². Según el II Conteo de Población y Vivienda de 2005, el municipio tiene 5,487 habitantes, de los cuales 2,656 son hombres y 2,831 son mujeres. Su nombre proviene del náhuatl y se interpreta como: "Cerro de las Aguas Hacia Abajo".

## Descripción geográfica

### Ubicación
Atlangatepec se localiza al norte del estado entre las coordenadas geográficas 19° 32' de latitud norte, y 98° 12' de longitud oeste; a una altitud promedio de 2500 metros sobre el nivel del mar.
El municipio colinda al norte, al este y al oeste con el municipio de Tlaxco; al suroeste con Muñoz de Domingo Arenas; y al sureste con Tetla de la Solidaridad.

### Orografía e hidrografía
En la parte central del municipio posee zonas accidentadas, al norte y sur se encuentran zonas planas. Sus suelos se componen de varios tipos, los más importantes son: regosoles, andosoles, cambisoles, litosoles, gleysoles, fluvisoles, vertisoles e histosoles; su uso es ganadero, forestal y agrícola. El municipio pertenece a la región hidrológica Balsas. Sus recursos hidrológicos son proporcionados principalmente por el río Zahuapan, los arroyos el Coladero, Cenizo, y Barranca Grande; además de la laguna de Xalnene y la presa Atlangatepec, la cual es la más grande del estado, en cuanto a capacidad cúbica.

### Clima
Su principal clima es el templado subhúmedo; con lluvias en verano y sin cambio térmico invernal bien definido. La temperatura media anual es de 20.7°C, la máxima se registra en el mes de mayo (23.6 °C) y la mínima se registra en febrero (0.7 °C). El régimen de lluvias se registra entre los meses de julio y agosto, contando con una precipitación media de 6.9 milímetros.

## Cultura

### Sitios de interés
| - Convento de San Juan Bautista. - Parroquia de San Juan Bautista. - Hacienda San José Atlanga. - Hacienda La Trasquila. - Hacienda Zocac. - Hacienda San Antonio Tepetzala. | - La Hacienda de Olivares. - San Pedro Ecatepec. - Santa Clara Ozumba. - Santiago Tliltepec. - Tezoyo. - Laguna de Atlanga. - Estación Aérea Militar n.º 9 | - Zocac. - Fuerte Apache. - Hacienda San Pedro Ecatepec. - Hacienda San José Atlanga. | - Hacienda Tezoyo. - Villa Quinta Olivares - La Trasquila. - Rancho Olivares |

### Fiestas
Fiestas civiles
- Aniversario de la Independencia de México: 16 de septiembre.
- Aniversario de la Revolución mexicana: El 20 de noviembre.
- El carnaval: 2 de marzo.

Fiestas religiosas
- Semana Santa: jueves y viernes Santos.
- Día de la Santa Cruz: 3 de mayo.
- Fiesta en honor de la Virgen de Guadalupe: 12 de diciembre.
- Día de Muertos: 2 de noviembre.
- Fiesta en honor a San Juan Bautista: 24 de junio.

## Gobierno
Su forma de gobierno es democrática y depende del gobierno estatal y federal; se realizan elecciones cada 3 años, en donde se elige al presidente municipal y su gabinete. El actual presidente es C. Mónica Guadalupe Barranco Bizuet. 
El municipio cuenta con 10 localidades, las cuales dependen directamente de la cabecera del municipio, las más importantes son: Atlangatepec (cabecera municipal), Colonia Agrícola San Luis, San Pedro Ecatepec, Santa Clara Ozumba, Santa María Tepetzala, Colonia Benito Juárez (Tezoyo), La Trasquila, Santiago Villalta, Zumpango, Villa de las Flores